# Курон-Веноста
Курон-Веноста (итал. Curon Venosta, нем. Graun im Vinschgau) — коммуна в Италии, располагается в провинции Больцано области Трентино-Альто-Адидже.
Население составляет 2447 человек (на 2010 год), плотность населения — 11 чел./км². Занимает площадь 210 км². Почтовый индекс — 39020. Телефонный код — 0473.
Покровительницей коммуны почитается святая Екатерина Александрийская, празднование 25 ноября.
О городе снят мини-сериал Курон.